# Somatia carrerai
Somatia carrerai är en tvåvingeart som beskrevs av Nelson Papavero 1964. Somatia carrerai ingår i släktet Somatia och familjen Somatiidae. Inga underarter finns listade i Catalogue of Life.